# محمدرضا خان قوام‌الملک
محمدرضا خان قوام‌الملک شیرازی (قوام‌الملک سوم) یک سیاستمدار شیرازی از خاندان قوام و فرزند علی‌محمد خان قوام‌الملک بود. او پس از پدرش به مقام بیگلربیگی فارس و کلانتری ایلات خمسه رسید. در جریان حکمرانی او رقابت‌های ایلات خمسه و قشقایی‌ها با رهبری صولت‌الدوله به اوج خود رسید که عامل بسیاری از حوادث تلخ و ناآرامی‌های فارس بود و آسیب‌های بسیار بر عموم مردم وارد کرد.
نارنجستان قوام در زمان حکومت او تکمیل شد.

## زندگی
محمدرضا خان فرزند علی‌محمد خان قوام‌الملک بود که با درگذشت پدرش در سال ۱۲۶۲، به مقام بیگلربیگی فارس و کلانتری ایلات خمسه رسید. در حدود سال‌های ۱۲۷۰ در جریان نهضت تنباکو، محمدرضا خان قوام‌الملک در راستای حمایت از سلطنت ناصرالدین شاه به مبارزه با جنبش مردمی علیه امتیاز تنباکو برخاست و مردان مسلح ایلات خمسه به دستور او تظاهرات مردمی را به رگبار بستند.
محمدرضا خان حتی بعد از پیروزی مشروطیت علناً از به رسمیت شناختن مجلس شورای ملی امتناع می‌ورزید. با کودتای محمدعلی شاه علیه مشروطیت، موقعیت و قدرت قوام‌الملک نیز بیش از پیش استحکام یافت که فرصت انتقام از آزادی‌خواهان و سران مشروطه در شیراز را فراهم ساخت که خشم مردم را در پی داشت. او سرانجام در ۱۷ اسفند ۱۲۸۶ در خانه‌اش توسط نعمت‌الله بروجردی، از مشروطه‌خواهان طرفدار معتمد دیوان کواری، کشته شد. پسران او قتل را به مشروطه‌خواهان نسبت دادند و در مجلس ختمی که در حسینیه قوام بر پا نمودند، شیخ محمدباقر اصطهباناتی و سید احمد معین‌الاسلام دشتکی را به قتل رساندند.
پس از او فرزندش حبیب‌الله به مقام قوام‌الملک رسید.